# ウィチタ・ラインマン
「ウィチタ・ラインマン」（Wichita Lineman）は、グレン・キャンベルが1968年に発表したシングル。ローリング・ストーンの選ぶオールタイム・グレイテスト・ソング500（2010年版）では195位にランクされている。

## 概要
ラインマン（Lineman）とは電柱に登る保線作業員を意味し、歌詞は作業員の心情を描いている。
作詞作曲はジミー・ウェッブ。オクラホマ州南西部のウォシタ郡（Washita County）をドライブ中にウェッブは歌詞のインスピレーションを受けた。ただし「ウォシタ」は歌にそぐわないと判断され、カンザス州の都市のウィチタ（Wichita）に地名が変えられた。
1968年5月27日と8月14日にレコーディングは行われた。演奏メンバーはアル・ケイシー（ギター）、ジェームズ・バートン（ギター）、グレン・キャンベル（ギター）、キャロル・ケイ（ベース）、ジム・ゴードン（ドラムズ）、アル・デ・ローリー（ピアノ）、ジミー・ウェッブ（オルガン）。1968年10月にシングルA面曲として発表。同年11月4日発売のアルバム『Wichita Lineman』に収録。
1969年1月11日付のビルボード・Hot 100で3位を記録。また、ビルボードのカントリー・チャート、イージーリスニング・チャートでそれぞれ1位を記録し、ゴールドディスクに輝いた。カナダのRPM 100とカントリー・チャートのそれぞれにおいて1位を記録した。
なお本作品を収録した同名のアルバムはビルボードのアルバムチャートで1位を記録している。

## 主なカバー・バージョン
- カーチャ・エプシュタイン - 1969年のシングル。ドイツ語詞。タイトルは「Der Draht in der Sonne」[4]。
- ジョー・サイモン -1969年のアルバム『The Chokin' Kind』に収録。
- ブラザース・フォア - 1969年のアルバム『Let's Get Together』に収録。
- トニー・ジョー・ホワイト - 1969年のアルバム『Black and White』に収録。
- スモーキー・ロビンソン&ザ・ミラクルズ - 1969年のアルバム『Time Out For Smokey Robinson And The Miracles』に収録。
- ミーターズ - 1970年のアルバム『Struttin'』に収録。
- オリジナルズ - 1970年のアルバム『Portrait Of The Originals 』に収録[5]。
- ホセ・フェリシアーノ - 1970年のシングル「Point Of View」のB面[6]。インストゥルメンタル・バージョンである。
- セルジオ・メンデス&ブラジル'66 - 1969年のアルバム『Ye-Me-Lê』に収録。
- レイ・チャールズ - 1971年のアルバム『Volcanic Action of My Soul』に収録。
- クール・アンド・ザ・ギャング - 1971年のライブ・アルバム『Live at the Sex Machine』に収録。
- エディ・ミッチェル - 1975年のアルバム『Made in USA』に収録。フランス語詞。タイトルは「Seul est l'indompté」。
- デニス・ブラウン - 1979年のシングル「Let Me Down Easy」のB面[7]。
- B.E.F. (British Electric Foundation) - 1982年のトリビュートアルバム「Music Of Quality & Distinction (Volume One)」に収録。
- ジミー・ウェッブ - 1996年のアルバム『Ten Easy Pieces』でセルフカバー。
- R.E.M. - 1996年のCDマキシシングル「Bittersweet Me」のB面。1995年9月15日にテキサス州ヒューストンで演奏されたライブ音源である。2014年発売のコンピレーション・アルバム『Complete Rarities: Warner Bros. 1988–2011』に収録された。
- ジョニー・キャッシュ - 2002年のアルバム『American IV: The Man Comes Around』に収録。
- カサンドラ・ウィルソン -2002年のアルバム『ベリー・オブ・ザ・サン』に収録。
- ジェームス・テイラー - 2008年のアルバム『Covers』に収録。
- リタ・ウィルソン - 2012年のアルバム『AM/FM』に収録。
- ザ・ペンフレンドクラブ - 2015年のシングル。2015年のアルバム『Spirit Of The Pen Friend Club』、2020年のライブアルバム『IN CONCERT』に収録。
- 矢野顕子 - 2015年のアルバム『さとがえるコンサート』に収録。
- ヴィレジャーズ - 2016年のアルバム『Where Have You Been All My Life?』に収録。